# José Segundo Carvajal
José Segundo Carvajal Cavero (Mérida, Yucatán, 1791 - San Francisco de Campeche, 1866) fue un ingeniero militar y político novohispano (mexicano al despertar de la nueva nación), gobernador de Yucatán en tres ocasiones: 1823, nombrado por la diputación provincial a la caída del Imperio de Agustín de Iturbide y después dentro de la Junta Provisional Gubernativa que gobernó de junio de 1823 a abril de 1824; 1829, como adherente al centralismo; 1831, postulando el federalismo en el estado y en México. Su hermano, Manuel Carvajal Cavero, fue también gobernador de Yucatán, este interino, cuando José Segundo dejó el poder en 1832.

## Datos históricos y biográficos
Habiendo estudiado en España su carrera de ingeniero militar y regresado a su tierra de origen, le fue dado el cargo de capitán de ingenieros dentro de la milicia local. Como tal, dirigió la construcción de las fortificaciones del puerto de Sisal y de su muelle en 1815. En 1820, de regreso a Campeche, juró la constitución española. Pero
Declarada la independencia de México se adhirió al empeño de Iturbide. En 1823, a la caída del primer imperio mexicano, su prestigio profesional y su condición de militar, hicieron que fuera nombrado por la diputación provincial Capitán General y Jefe Político del estado de Yucatán, cargo que desempeñó hasta que fue reemplazado por la Junta Gubernativa Provisional, que también presidió.
Partió a la Ciudad de México en donde trabajó como titular de la Dirección General de Ingenieros, dependiente de las fuerzas armadas. En 1828 regresó a Campeche para poco después participar en la asonada en contra del federalismo que se estaba instaurando en todo México. En 1829 fue nuevamente nombrado comandante militar teniendo también a su cargo el mando político en el estado, dentro de un régimen centralista, el primero de ese tipo que se establecía en México.
Más tarde, en el mismo año de 1829, Vicente Guerrero, presidente de México que pugnaba por el federalismo, lo convocó a que depusiera su actitud rebelde, enviando para ello al también yucateco Lorenzo de Zavala. Al llegar este al puerto de Sisal, no le dejaron desembarcar pidiéndosele que regresara a México, so pena de muerte. En ese punto rompió las relaciones con México hasta que la nación no adoptase un régimen centralista.
A principios de 1830 invadió Tabasco con un ejército de 300 soldados en la llamada "Primera invasión de los Chenes", con la finalidad de restablecer el centralismo en el estado, derrocando al gobernador federalista Agustín Ruiz de la Peña, quien fue hecho prisionero y trasladado a la ciudad de Campeche, en donde estuvo recluido hasta septiembre de 1831.
En 1831 convocó a la Convención Soberana de Yucatán que lo ratificó como gobernador pero le exigió que Yucatán adoptara el federalismo. El 6 de octubre de ese año se declaró restablecido el orden federal en Yucatán, el gobernador y sus seguidores se volvieron federalistas y el estado se reincorporó a la República de México. En el mes de diciembre de 1831 el Congreso de Yucatán que sustituyó a la Convención Soberana lo declaró Gobernador Constitucional.
En noviembre de 1832 fue derrocado y en 1833 Antonio López de Santa Anna, que más tarde buscaría establecer el centralismo en México, lo intentó expulsar del país al expedirse la Ley del Caso. Carvajal logró burlar la medida escondiéndose de sus perseguidores.
Pasadas las crisis, vivió los últimos 30 años de su existencia en Campeche, en donde murió alejado por completo de la política a los 75 años.